# Валя-Нукарілор (комуна)
Валя-Нукарілор (рум. Valea Nucarilor) — комуна у повіті Тулча в Румунії. До складу комуни входять такі села (дані про населення за 2002 рік):
- Аджигіол (1865 осіб)
- Валя-Нукарілор (1144 особи)
- Язуріле (967 осіб)

Комуна розташована на відстані 234 км на схід від Бухареста, 18 км на південний схід від Тулчі, 99 км на північ від Констанци, 82 км на південний схід від Галаца.

## Населення
За даними перепису населення 2002 року у комуні проживали 3976 осіб.
Національний склад населення комуни:
| Національність | Кількість осіб | Відсоток |
| -------------- | -------------- | -------- |
| румуни         | 3965           | 99,7%    |
| цигани         | 7              | 0,2%     |
| угорці         | 1              | < 0,1%   |
| українці       | 1              | < 0,1%   |
| турки          | 1              | < 0,1%   |
| болгари        | 1              | < 0,1%   |

Рідною мовою назвали:
| Мова      | Кількість осіб | Відсоток |
| --------- | -------------- | -------- |
| румунська | 3968           | 99,8%    |
| циганська | 7              | 0,2%     |
| турецька  | 1              | < 0,1%   |

Склад населення комуни за віросповіданням:
| Релігія        | Кількість осіб | Відсоток |
| -------------- | -------------- | -------- |
| православні    | 3922           | 98,6%    |
| старообрядці   | 24             | 0,6%     |
| мусульмани     | 7              | 0,2%     |
| греко-католики | 4              | 0,1%     |
| римо-католики  | 3              | 0,1%     |
| п'ятдесятники  | 2              | 0,1%     |
| реформати      | 1              | < 0,1%   |
| адвентисти     | 1              | < 0,1%   |
| атеїсти        | 1              | < 0,1%   |